# Friedrich Ladegast
Friedrich Ladegast (30 août 1818 — 30 juin 1905) est un facteur d'orgue allemand.

## Biographie
Ladegast est né à Hochhermsdorf (maintenant Hermsdorf), Royaume de Saxe, son père était charpentier et ébéniste. Il travailla d'abord pour son frère Christlieb, un facteur d'orgue à Geringswalde, et construisit ses deux premiers orgues à l'âge de vingt ans. Il voyagea ensuite comme compagnon et travailla dans plusieurs ateliers, y compris dans ceux de Johann Gottlob Mende (de) à Leipzig, d'Urban Kreutzbach (de) à Borna, d'Adolf Zuberbier à Dessau, de Martin Wetzel à Strasbourg et d'Aristide Cavaillé-Coll à Paris. Cavaillé-Coll influença particulièrement le travail de Ladegast ; les deux hommes se lièrent d'amitié Ladegast introduisit en Allemagne de nombreuses innovations apprises de Cavaillé-Coll, comme la machine Barker et l'expression.

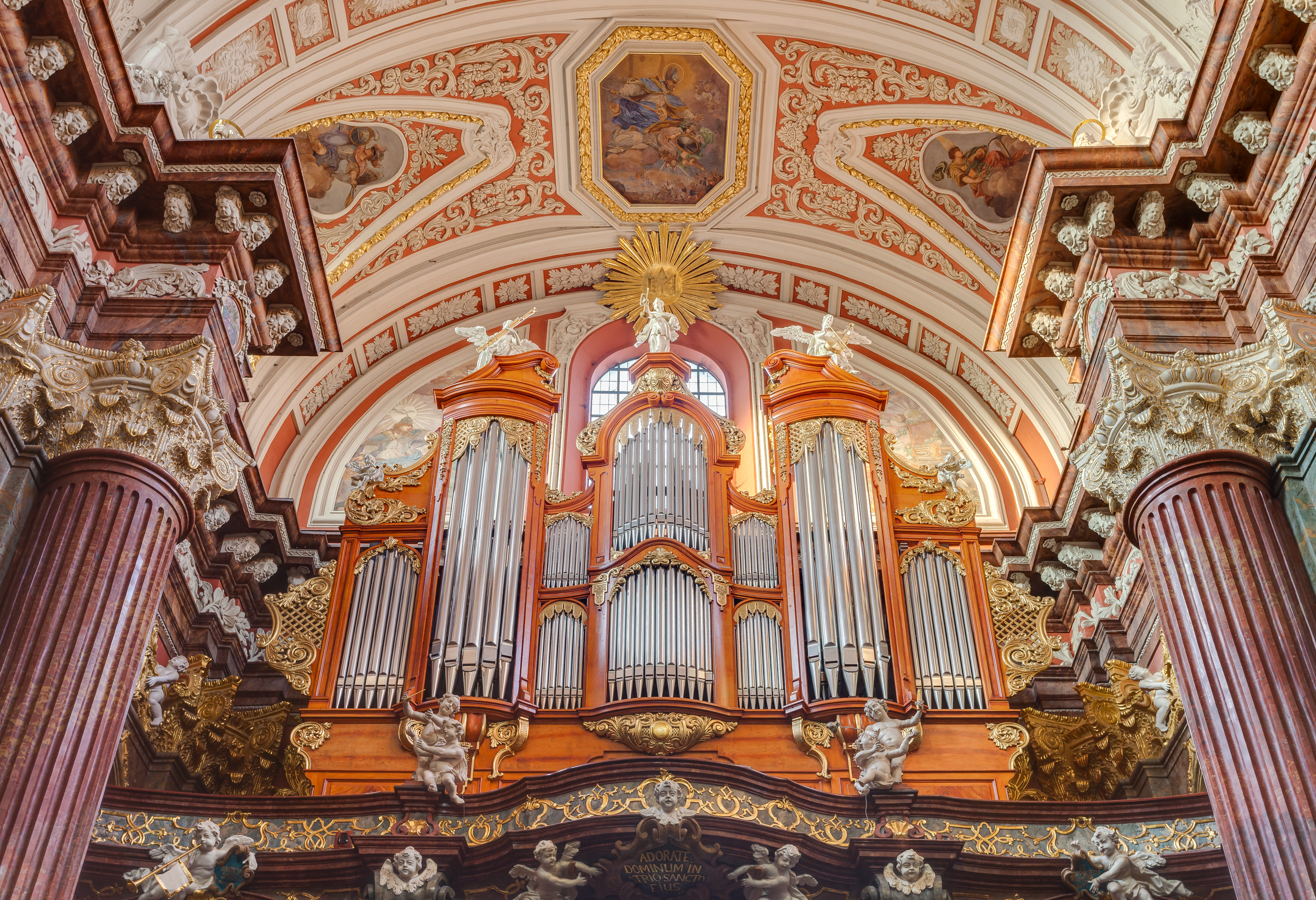
L'orgue de Ladegast à Poznań

Il ouvrit son propre atelier à Weissenfels en 1846. Sa première commande fut la construction d'un petit orgue à Geusa. Il construisit par la suite plus de deux-cents orgues, avec en particulier la reconstruction de l'orgue de la cathédrale de Merseburg (IV/81, 1855) et la construction de l’orgue de la Nikolaikirche à Leipzig (IV/84,1859–62). Son plus grand instrument fut construit pour la cathédrale de Schwerin (IV/84, 1870-71). Son fils, Oskar Ladegast, reprit l'atelier en 1898.

## Témoignage
En 1958, Albert Schweitzer écrivit de Lambarene à l'organiste de la cathédrale de Mersebourg, Hans-Günter Wauer :
Je considère Friedrich Ladegast comme le facteur d'orgues le plus important après Silbermann, dont il perpétue la tradition. Tant en termes de technologie que de son, ses créations sont uniques d'une certaine manière. J'ai moi-même été ému par la variété et la beauté du son des orgues Ladegast sur lesquels j'ai mis la main. Au début de notre siècle, j'ai conseillé les organistes qui voulaient reconstruire et moderniser leurs orgues Ladegast de se prémunir contre ce péché. En termes de qualité sonore, je place les orgues de Ladegast même au-dessus de ceux de Cavaillé-Coll.